# Clostes priscus
Clostes
Genre
Espèce
Clostes priscus, unique représentant du genre Clostes, est une espèce fossile d'araignées mygalomorphes de la famille des Dipluridae.

## Distribution
Cette espèce a été découverte dans de l'ambre de la mer Baltique, en Pologne et en Russie et de Bitterfeld en Saxe-Anhalt en Allemagne. Elle date de l'Éocène.

## Publication originale
: document utilisé comme source pour la rédaction de cet article.
- Menge, 1869 : Über einen Scorpion und zwei Spinnen im Bernstein. Schriften der Naturforschenden Gesellschaft in Danzig (Neue Folge), vol. 2, p. 1–9.